# Мариничи (Брянская область)
Мариничи — посёлок в Карачевском районе Брянской области России. Входит в состав Дроновского сельского поселения.

## География
Посёлок находится в восточной части Брянской области, в зоне хвойно-широколиственных лесов, при автодороге Р120, на расстоянии примерно 15 километров (по прямой) к востоку-юго-востоку (ESE) от города Карачева, административного центра района. Абсолютная высота — 251 метр над уровнем моря.
Климат
Климат умеренно континентальный с теплым летом и умеренно морозной зимой. Годовое количество осадков — 500—600 мм. Средняя температура января составляет −8,6°, июля — +18,6°.
Часовой пояс
Посёлок Мариничи, как и вся Брянская область, находится в часовой зоне МСК (московское время). Смещение применяемого времени относительно UTC составляет +3:00.

## Население
| 2010 | 2013 |
| ---- | ---- |
| 0    | →0   |

## Улицы
Уличная сеть посёлка состоит из одной улицы (ул. Магистральная).